# Rudolf Kner
Rudolf Kner (24 d'agost 1810 – 27 d'octubre 1869) fou un zoòleg i ictiòleg austriac.
Kner va estudiar medicina. Després de doctorar va rebre una feina al Hof-Naturalienkabinett de Viena on va treballar amb Johann Jakob Heckel. El 1841 va ser nomenat catedràtic de d'història natural i agricultura a la Universitat de Lemberg. El 1849 va tornar a Viena on va començar com a professor adjunt de mineralogia i poc després va ser nomenat com a professor de zoologia, el primer amb aquest càrrec. A més dels seu interés per a la paleontologia i geologia, era especialitzat en la ictiologia descriptiva.